# Matthias Hüning
Matthias Hüning (* 1962) ist ein deutscher Niederlandist.

## Leben
Von 1982 bis 1989 studierte er Germanistik und  Niederlandistik in Bonn, Köln und (ab 1987) in Leiden. Von 1990 bis 1995 war er Mitarbeiter am Fachbereich Niederländisch der Rijksuniversiteit Leiden. Von 1995 bis 2000 war er Universitäts-Assistent am Fachbereich Germanistik/Nederlandistik der Universität Wien. Seit 2000 ist er Universitätsprofessor für niederländische Sprachwissenschaft am Institut für Deutsche und Niederländische Philologie der FU Berlin.
Seine Arbeitsschwerpunkte sind niederländische Sprachwissenschaft mit Schwerpunkt Sprachvergleich (insbesondere Niederländisch-Deutsch), Sprachgeschichte und Sprachwandel, Morphologie und Wortbildung.

## Schriften (Auswahl)
- Woordensmederij. De geschiedenis van het suffix -erij. Den Haag 1999, ISBN 90-5569-064-3.
- als Herausgeber mit Jan Konst und Tanja Holzhey: Neerlandistiek in Europa. Bijdragen tot de geschiedenis van de universitaire neerlandistiek buiten Nederland en Vlaanderen. Münster 2010, ISBN 978-3-8309-2382-4.
- als Herausgeber mit Ulrike Vogl und Olivier Moliner: Standard languages and multilingualism in European history. Amsterdam 2012, ISBN 978-90-272-0055-6.